# Jinx's Lover
Jinx's Lover (en hangul, 징크스의 연인; RR: Jingkeuseuui Yeon-in) es una serie de televisión surcoreana de 2022, dirigida por Yoon Sang-ho y protagonizada por Na In-woo y Seohyun. Se emitió por el canal KBS2 desde el 15 de junio hasta el 4 de agosto de 2022, los miércoles y jueves a las 21:50 (hora local coreana). También está disponible en la plataforma iQiyi en algunos países.

## Sinopsis
Un romance de fantasía entre un hombre que piensa que su infeliz vida es el destino y decide adaptarse a ella, y una diosa que salta al mundo desconocido para resolver la maldición y superar ese cruel destino. Representa lo que sucede cuando un hombre pobre y desafortunado se encuentra con la diosa de la fortuna escondida en una familia chaebol.

## Reparto

### Principal
- Na In-woo como Gong Soo-kwang / Ko Myung-sung, un pescadero en el mercado de Seodong que sufre una maldición especial.[5][6]
- Seohyun como Lee Seul-bi / Oh Kyung-ja, creció encerrada en una habitación secreta, de la que escapó hace siete años, y conoció entonces a Soo-kwang.[7]
- Jeon Kwang-ryul como Sun Sam-joong, presidente de Geumhwa Group y padre de Sun Min-joon.[8]
- Yoon Ji-hye como Lee Mi-soo, la madre de Seul-bi.[9]

### Secundario

#### Personas relacionadas con Geumhwa Group
- Ki Do-hoon como Sun Min-joon, hijo de Sam-joong y jefe de la división de planificación estratégica de Geumhwa Group.[8]
- Cha Kwang-soo como Sun Il-joong, el hermano mayor de Sam-joong.[10]
- Choi Jung-woo como Sun Dong-shik.[11]
- Lee Ho-jung como Cho Jang-kyung, la hija del director del Hospital General de Geumhwa.[12][13]
- Jung Wook como el secretario Cha.[9]
- Jung In-kyum como Sun Joo-cheol, el fundador de Geumhwa Group y padre de Sam-joong.[14]

#### Mercado de Seodong
- Hong Seok-cheon como el presidente Hong Seok-gi, propietario de una tienda de ropa en el mercado de Seodong.[9]
- Woo Hyun como Park Sung-deok, presidente de la asociación de comerciantes, que dirige un centro mayorista de mariscos.[10]
- Hwang Young-hee como Bang Hyun-sook, dueña de la habitación en la azotea de Soo-kwang.[10]
- Hwang Seok-jeong como la propietaria de Smile Fisheries.[10]
- Kim Dong-young como el jefe Wang, gerente de la sucursal del mercado de Seodong de 'El padrino de Geoseong'.[11]
- Lee Sun-jumg como Oh Eun-jung.[15]
- Kim Hyun-bin como Oh Eun-soo.[15]
- Jang Yoon-seo como Jang Young-woo.[15]
- Kang Hak-soo como el Sr. Jang.[15]
- Yoon Seo-jung como Young Woo-woon.[15]

#### Otros
- Cho Han-gyeol como Jo Jang-geun.[11]
- Yoon Yoo-sun como Su Kwang-mo, la madre de Gong Soo-kwang, tiene una pescadería.[10]
- Lee Hoon como el secretario Jeong.[9]
- Yoo Ha-bok como el tío Go.[15]
- Kim Nan-hee como la señora Min.[15]
- Kim Bo-yeon como Eun Ok-jin.[16]

#### Apariciones especiales
- Kim Jung-tae como el marido de la propietaria de Smile Fisheries.[17]
- Choi Yu-hwa.[18]

## Producción
La serie está basada en el popular webtoon homónimo, y está dirigida por Yoon Sang-ho, que también dirigió River Where the Moon Rises. La escritora Jang Yoon-mi, autora de películas como Cheer up, Mr. Lee, Scarlett Innocence y Luck Key, está a cargo del guion.
El día 2 de noviembre de 2021 la productora Victory Contents firmó un acuerdo comercial con la ciudad de Jinju para apoyar la producción de la serie y promover la imagen de la ciudad. La parte principal de la serie se rodó en el mercado tradicional Nongae y en el centro de la ciudad de Jinju; otras localizaciones importantes en esta ciudad son la fortaleza Jinjuseong, la catedral Munsang, el parque Namgaram y el Museo Nacional Jinju.
En noviembre de 2021 se anunció que la conclusión del rodaje estaba prevista para diciembre de 2021. El 29 de este mes el alcalde de la ciudad visitó el mercado Nongae y departió con el equipo de filmación, director y actores.
Está programada para ser emitida como drama de miércoles y jueves en KBS 2TV a partir de junio de 2022.

## Banda sonora
| Parte | Fecha de publicación | N.º | Título                                             | Letra               | Música                          | Artista      | Duración |
| ----- | -------------------- | --- | -------------------------------------------------- | ------------------- | ------------------------------- | ------------ | -------- |
| 1     | 15 de junio de 2022  | 1   | «The Memory of Wind» (기억을 실어 온 바람)         | Han Jun             | Seo Jae-ha, Kim Young-seon      | Xiah         | 4:03     |
| 1     | 15 de junio de 2022  | 2   | «The Memory of Wind» (기억을 실어 온 바람) (inst.) |                     | Seo Jae-ha, Kim Young-seon      |              | 4:03     |
| 2     | 22 de junio de 2022  | 1   | «Milky Way»                                        | Gang Yang-mal, Inan | Gang Yang-mal, Inan             | Seohyun      | 2:56     |
| 2     | 22 de junio de 2022  | 2   | «Milky Way» (inst.)                                |                     | Gang Yang-mal, Inan             |              | 2:56     |
| 3     | 30 de junio de 2022  | 1   | «Please Know My Feeling» (알아채줘요)              | Red Sox, Inan       | Red Sox, Inan                   | Lee Solomon  | 3:34     |
| 3     | 30 de junio de 2022  | 2   | «Please Know My Feeling» (알아채줘요)(inst.)       |                     | Red Sox, Inan                   |              | 3:34     |
| 4     | 6 de julio de 2022   | 1   | «A Sorrowful Memory» (애수)                        | Lee Young-hoon      | Lee Young-hoon, norway_elephant | Ha Dong-yeon | 3:33     |
| 4     | 6 de julio de 2022   | 2   | «A Sorrowful Memory» (애수)(inst.)                 |                     | Lee Young-hoon, norway_elephant |              | 3:33     |
| 5     | 13 de julio de 2022  | 1   | «You Are My Destiny» (넌 나의 기적이야)            | Han-gi              | Jo Young-soo, Lee Yoo-jin       | Lilli Lilli  | 3:14     |
| 5     | 13 de julio de 2022  | 2   | «You Are My Destiny» (넌 나의 기적이야)(inst.)     |                     | Jo Young-soo, Lee Yoo-jin       |              | 3:14     |

## Audiencia
| Temporada | Temporada | Episodio número | Episodio número | Episodio número | Episodio número | Episodio número | Episodio número | Episodio número | Episodio número | Episodio número | Episodio número | Episodio número | Episodio número | Episodio número | Episodio número | Episodio número | Episodio número | Promedio |
| Temporada | Temporada | 1               | 2               | 3               | 4               | 5               | 6               | 7               | 8               | 9               | 10              | 11              | 12              | 13              | 14              | 15              | 16              | Promedio |
| --------- | --------- | --------------- | --------------- | --------------- | --------------- | --------------- | --------------- | --------------- | --------------- | --------------- | --------------- | --------------- | --------------- | --------------- | --------------- | --------------- | --------------- | -------- |
|           | 1         | 659             | 782             | 681             | 711             | —               | 677             | 571             | 597             | —               | —               | —               | 529             | —               | —               | —               | 495             | 0.634    |

| Episodio | Fecha de emisión    | Índice de audiencia | Índice de audiencia |
| Episodio | Fecha de emisión    | Nielsen Korea       | Nielsen Korea       |
| Episodio | Fecha de emisión    | Nacional            | Seúl                |
| --- | ------------------- | ------------------- | ------------------- |
| 1 | 15 de junio de 2022 | 3,9 % (19.ª)        | 4,1 % (17.ª)        |
| 2 | 16 de junio de 2022 | 4,3 % (10.ª)        | 4,4 % (9.ª)         |
| 3 | 22 de junio de 2022 | 4,2 % (16.ª)        | 4,2 % (16.ª)        |
| 4 | 23 de junio de 2022 | 4,5 % (13.ª)        | 4,1 % (15.ª)        |
| 5 | 29 de junio de 2022 | 3,1 % (24.ª)        | N.D.                |
| 6 | 30 de junio de 2022 | 4,3 % (15.ª)        | 4,4 % (19.ª)        |
| 7 | 6 de julio de 2022  | 3,5 % (19.ª)        | 3,4 % (17.ª)        |
| 8 | 7 de julio de 2022  | 3,5 % (21.ª)        | 3,6 % (18.ª)        |
| 9 | 13 de julio de 2022 | 2,7 % (26.ª)        | N.D.                |
| 10 | 14 de julio de 2022 | 2.6 % (25.ª)        | N.D.                |
| 11 | 20 de julio de 2022 | 2,7 % (22.ª)        | N.D.                |
| 12 | 21 de julio de 2022 | 3,3 % (20.ª)        | 3,2 % (18.ª)        |
| 13 | 27 de julio de 2022 | 2.6 % (23.ª)        | N.D.                |
| 14 | 28 de julio de 2022 | 2,5 % (23.ª)        | N.D.                |
| 15 | 3 de agosto de 2022 | 2,4 % (25.ª)        | N.D.                |
| 16 | 4 de agosto de 2022 | 3,0 % (21.ª)        | N.D.                |
| Promedio | Promedio            | 3,3 %               | 3,9 %               |
| - En la tabla superior, en azul aparecen los índices más bajos, y en rojo los más altos. - N. D. indica que no hay datos para esa fecha. |                     |                     |                     |